# Чорнобривцева Ольга Сергіївна
Ольга Сергіївна Чорнобривцева (Митяєва) (1924 — 1999, місто Київ) — радянська діячка, заступник міністра культури Української РСР, секретар Житомирського обкому КПУ. 

## Біографія
Народилася в родині Сергія Митяєва.
Освіта вища. Член КПРС.
На 1957—1961 роки — заступник завідувача відділу пропаганди і агітації Житомирського обласного комітету КПУ.
18 січня 1963 — 4 грудня 1964 року — секретар Житомирського промислового обласного комітету КПУ з питань ідеології.
4 грудня 1964 — 6 грудня 1973 року — секретар Житомирського обласного комітету КПУ з питань ідеології.
З 1973 до середини 1980-х років — заступник міністра культури Української РСР.
Автор книги «Художники: нариси» Київ: Молодь, 1987. Книга знайомила читачів із творчістю відомих художників, лауреатів Державних премій, премії імені Ленінського комсомолу і республіканської комсомольської премії імені М. Островського, з тенденціями розвитку українського радянського образотворчого мистецтва.
Потім — на пенсії. Померла в 1999 році.

## Нагороди
- орден Трудового Червоного Прапора (.12.1973)
- медаль «За трудову відзнаку» (26.02.1958)
- медалі